# Cyclingteam de Rijke/Saison 2014
Dieser Artikel listet Erfolge und Mannschaft des Radsportteams Cyclingteam de Rijke in der Saison 2014 auf.

## Erfolge in der UCI Europe Tour
Bei den Rennen der UCI Europe Tour im Jahr 2014 gelangen dem Team nachstehende Erfolge.
| Datum      | Rennen                         | Kat. | Sieger              |
| ---------- | ------------------------------ | ---- | ------------------- |
| 26. März   | 2. Etappe Tour de Normandie    | 2.2  | Dylan Groenewegen   |
| 13. April  | 4. Etappe Circuit des Ardennes | 2.2  | Coen Vermeltfoort   |
| 12. Mai    | Prolog Olympia’s Tour          | 2.2  | Coen Vermeltfoort   |
| 28. Mai    | Prolog Flèche du Sud           | 2.2  | Christoph Pfingsten |
| 29. Mai    | 1. Etappe Flèche du Sud        | 2.2  | Coen Vermeltfoort   |
| 31. Mai    | 3. Etappe Flèche du Sud        | 2.2  | Coen Vermeltfoort   |
| 1. Juni    | 4. Etappe Flèche du Sud        | 2.2  | Coen Vermeltfoort   |
| 10. August | Antwerpse Havenpijl            | 1.2  | Yoeri Havik         |

## Zugänge – Abgänge
| Zugänge      | Team 2013                         | Abgänge          | Team 2014                        |
| ------------ | --------------------------------- | ---------------- | -------------------------------- |
| Dex Groen    | Metec-TKH Continental Cyclingteam | Nikolai Trussow  | Tinkoff-Saxo                     |
| Simon Schram | Neoprofi                          | Kai Reus         | Parkhotel Valkenburg Continental |
|              |                                   | Rick Ottema      | Veranclassic-Doltcini            |
|              |                                   | Bob Schoonbroodt | TWC. Maaslandster-Zuid Limburg   |
|              |                                   | Mats Boeve       | WV de Jonge Renner               |
|              |                                   | Adrián Palomares | Karriereende                     |
|              |                                   | Roy Sentjens     | Karriereende                     |
|              |                                   | Bas Stamsnijder  | Karriereende                     |

## Mannschaft
| Name                | Geburtstag         | Nationalität |
| ------------------- | ------------------ | ------------ |
| Dion Beukeboom      | 2. Februar 1989    | Niederlande  |
| Huub Duyn           | 1. September 1984  | Niederlande  |
| Dex Groen           | 8. August 1990     | Niederlande  |
| Ike Groen           | 31. Mai 1992       | Niederlande  |
| Dylan Groenewegen   | 21. Juni 1993      | Niederlande  |
| Yoeri Havik         | 19. Februar 1991   | Niederlande  |
| Kobus Hereijgers    | 10. März 1989      | Niederlande  |
| Sjoerd Kouwenhoven  | 3. November 1990   | Niederlande  |
| Christoph Pfingsten | 20. November 1987  | Deutschland  |
| Simon Schram        | 21. Juli 1991      | Niederlande  |
| Coen Vermeltfoort   | 11. April 1988     | Niederlande  |
| Ronan van Zandbeek  | 27. September 1988 | Niederlande  |